# Mecé
Mecé är en kommun i departementet Ille-et-Vilaine i regionen Bretagne i nordvästra Frankrike. Kommunen ligger i kantonen Vitré-Ouest som tillhör arrondissementet Fougères-Vitré. År 2022 hade Mecé 613 invånare.

## Befolkningsutveckling
Antalet invånare i kommunen Mecé
Referens:INSEE